# Над пустелею небо
«Над пустелею небо» — радянський художній фільм 1963 року, знятий режисером Даміром Салімовим на кіностудії «Узбекфільм».

## Сюжет фільму
Успіхи в роботі, швидке просування службовими сходами перетворили молодого здібного геолога - дослідника Андрія Чорногорова на сухого, егоїстичного кар'єриста. Прості, людські стосунки перестали йому існувати. Варя, дружина Андрія, колектор за фахом, розлучившись із чоловіком, їде шукати родовище цирконію. Через деякий час у цю ж дослідну партію прямує і Андрій. Приїхавши в пустелю до простих людей з їхніми суворими, трудовими буднями, він починає розуміти, що поводився негідно.

## У ролях
- Тетяна Конюхова — Варя, геолог
- Олег Мокшанцев — Андрій Черногоров
- Мухтар Ага-Мірзаєв — Гафуров (дублював Григорій Гай)
- Сагді Табібуллаєв — епізод
- Н. Атабаєв — епізод
- Наріман Латіпов — епізод
- Бахтійор Іхтіяров — Бахтіяр
- Василь Нещипленко — голова держкомітету
- Уткур Ходжаєв — Рустам
- Ігор Кир'янов — епізод
- Л. Слуцький — епізод
- Н. Насиров — епізод
- Фархад Хайдаров — епізод
- У. Хасанов — епізод
- Б. Цикін — епізод

## Знімальна група
- Режисер — Дамір Салімов
- Сценарист — Євген Гуляковський
- Оператор — Олександр Панн
- Композитор — Шандор Каллош
- Художники — Емонуель Калонтаров, Наріман Рахімбаєв